# Бюдел-Дорплейн
Бюдел-Дорплейн (нід. Budel-Dorplein) — село в нідерландській провінції Північний Брабант, на кордоні із Бельгією. Входить до муніципалітету Кранендонк.
Його площа становить 10,55 км², а населення станом на 2021 рік складало 1 405 осіб.
Перша згадка про населений пункт датується 1893 роком.

## Галерея

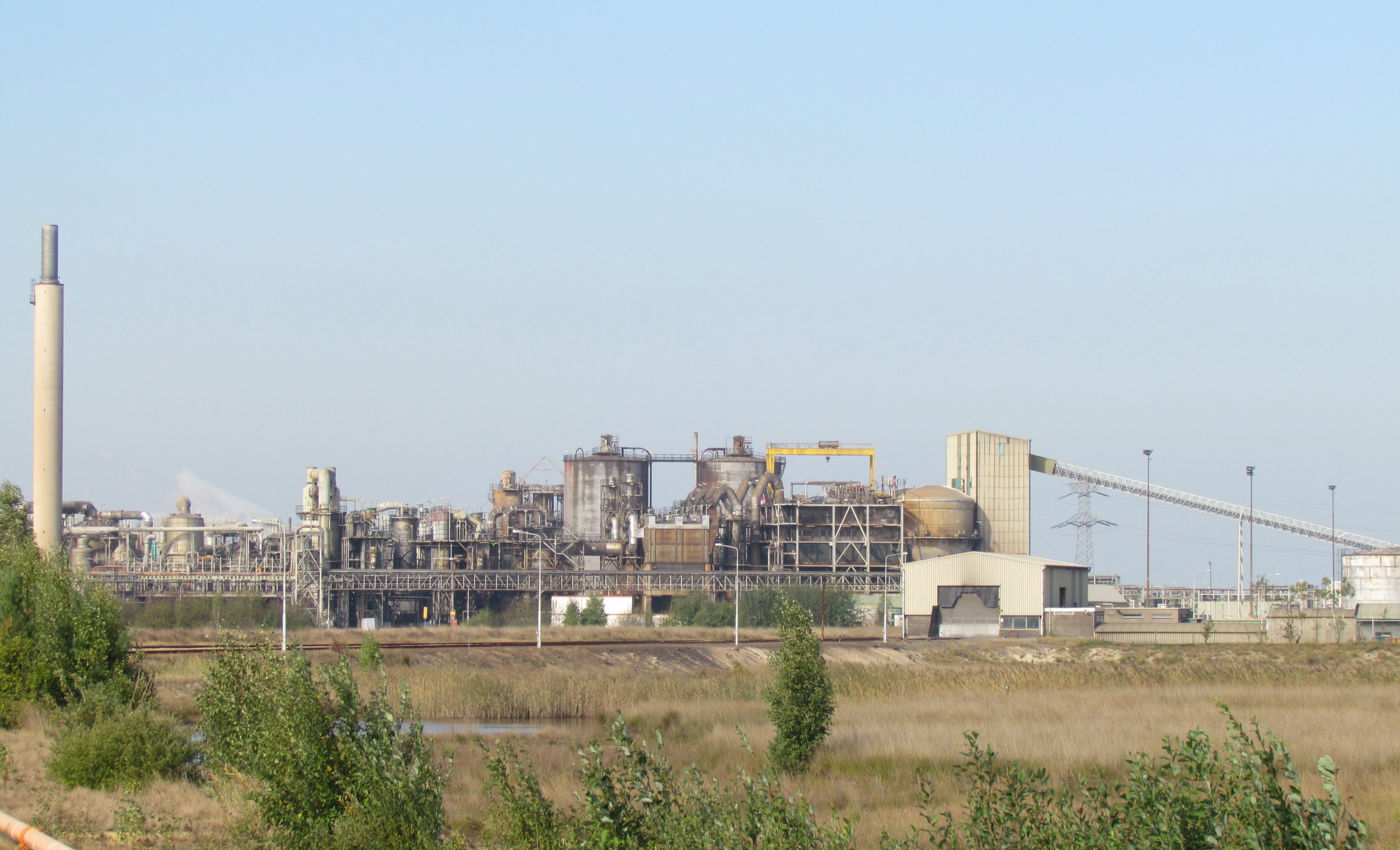
Фабрика з виробництва цинку
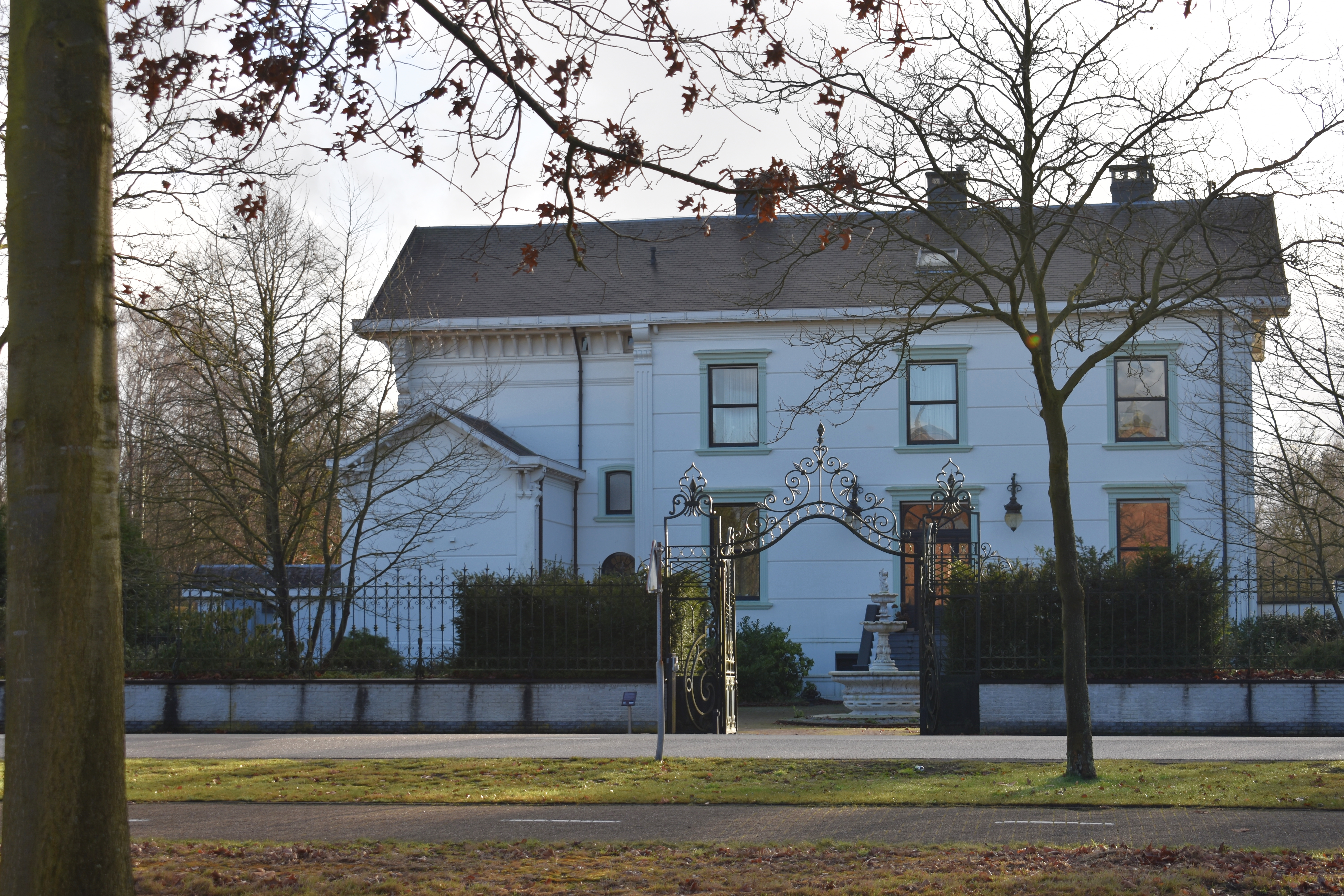
Колишній будинок директора фабрика
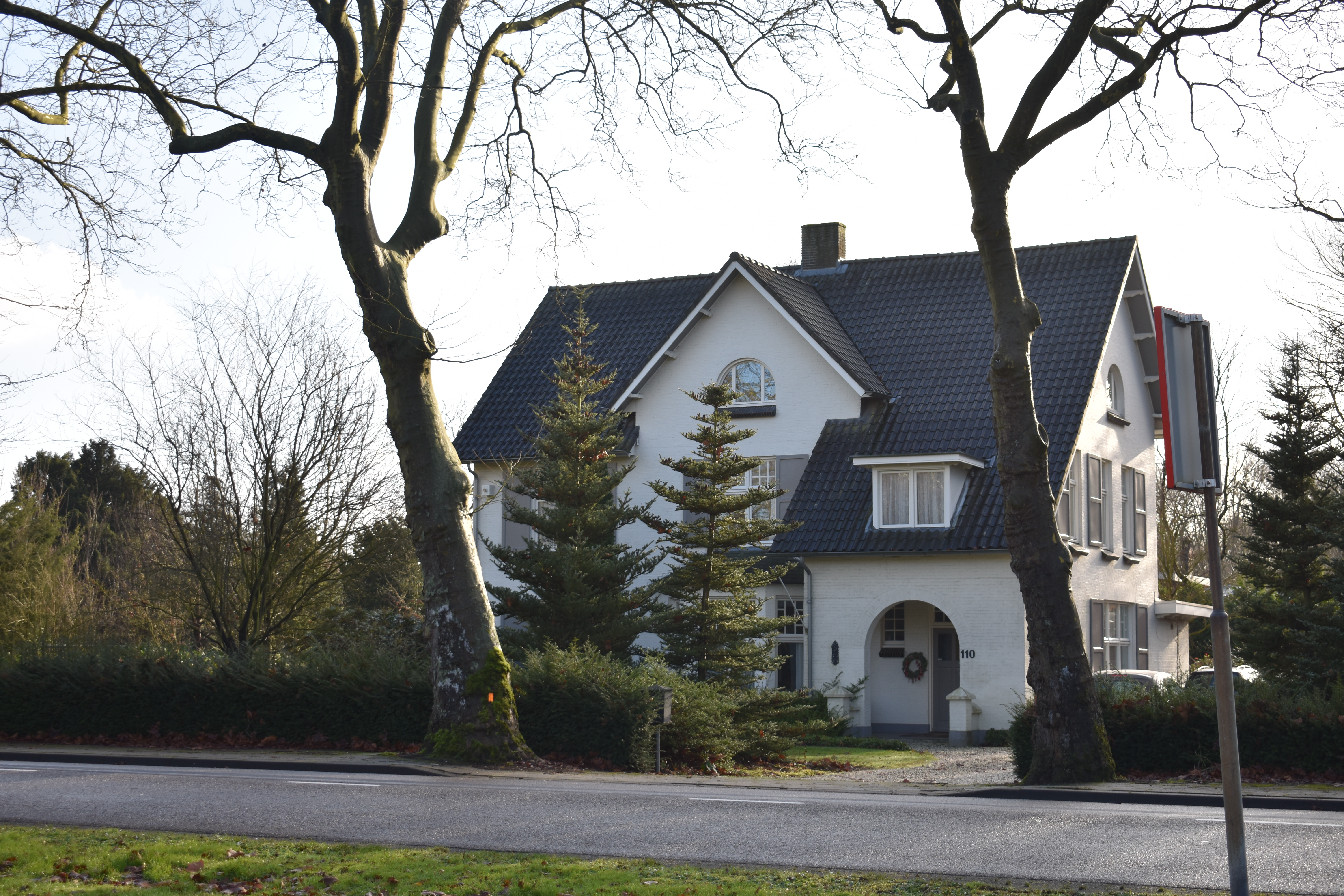
Будинок в Бюдел-Дорплейні
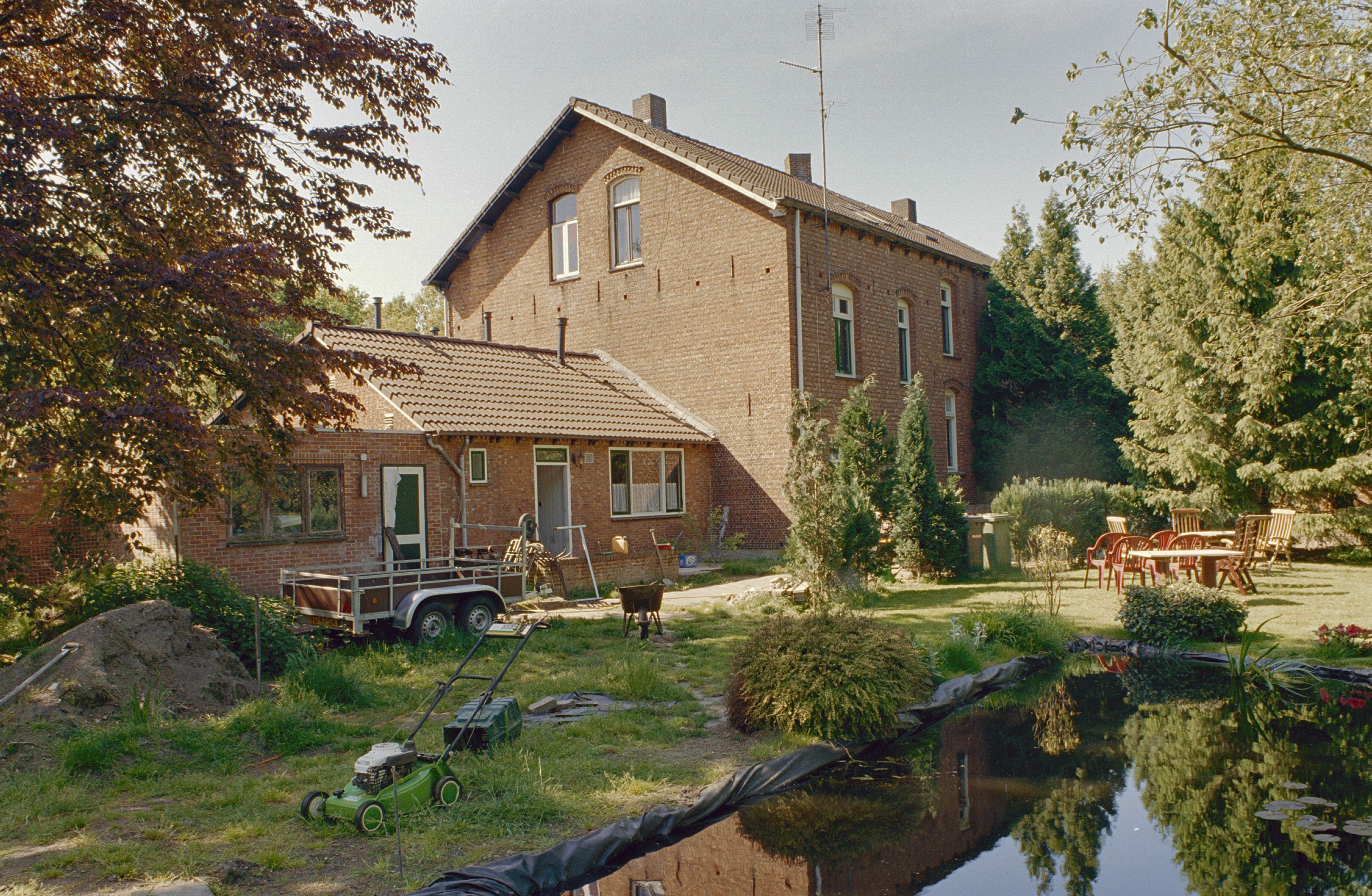
Будинок в Бюдел-Дорплейні